# Idaotsa
Idaotsa – wieś w Estonii, w prowincji Harju, w gminie Viimsi, we wschodniej części wyspy Prangli.